# زونگ دینگ
زونگ دینگ یا زونگ دونگ یا زونگ زاونگ(چینی: 仲丁؛子庄) شاهی بود از شاهان دودمان شانگ در چین. در کتاب شیجی، سیماکیان تاریخنگار هان، او در دهمین شاه شانگ دانسته است که پس از پسرعموی پدرش تای وو(چینی: 太戊) به تخت شاهی برنشست. پایتخت او شهر بو(چینی:亳) بود. او یازده سال(بنا به برخی منابع 9 سال) فرمان راند و تا زمان مرگ شاه بود. جیا گو ون‌ها (کتیبه‌های نوشته شده بر لاک لاک پشتها و استخوانها)، او را نهمین شاه شانگ دانسته و نام پس از مرگ وی را زونگ دینگ دانسته اند.